# Aerenea alvaradoi
Aerenea alvaradoi là một loài bọ cánh cứng trong họ Cerambycidae.